# Campionat del món de ciclisme en pista de 2012
El Campionat Mundial de Ciclisme en Pista de 2012 es va celebrar a Melbourne (Austràlia) entre el 4 i el 8 d'abril de 2012. Les competicions es van celebrar al Hisense Arena. En total es va competir en 19 disciplines, 10 de masculines i 9 de femenines.

## Resultats

### Masculí
| Prova                     | Or                                                                          | Argent                                                                    | Bronze                                                             |
| Velocitat individual>     | Grégory Baugé · França                                                      | Jason Kenny · Regne Unit ·                                                | Chris Hoy · Regne Unit                                             |
| Velocitat per equips      | Austràlia · Shane Perkins · Matthew Glaetzer · Scott Sunderland             | França · Grégory Baugé · Kévin Sireau · Michaël D'Almeida                 | Nova Zelanda · Ethan Mitchell · Sam Webster · Edward Dawkins       |
| Persecució individual     | Michael Hepburn · Austràlia                                                 | Jack Bobridge · Austràlia                                                 | Westley Gough · Nova Zelanda                                       |
| Persecució per equips     | Regne Unit · Steven Burke · Edward Clancy · Peter Kennaugh · Geraint Thomas | Austràlia · Jack Bobridge · Rohan Dennis · Michael Hepburn · Glenn O'Shea | Nova Zelanda · Aaron Gate · Sam Bewley · Westley Gough · Marc Ryan |
| Quilòmetre contrarellotge | Stefan Nimke · Alemanya ·                                                   | Michaël D'Almeida · França ·                                              | Simon Van Velthooven · Nova Zelanda ·                              |
| Cursa per punts           | Cameron Meyer · Austràlia ·                                                 | Ben Swift · Regne Unit ·                                                  | Kenny De Ketele · Bèlgica ·                                        |
| Keirin                    | Chris Hoy · Regne Unit ·                                                    | Maximilian Levy · Alemanya ·                                              | Jason Kenny · Regne Unit ·                                         |
| Madison                   | Bèlgica · Kenny De Ketele · Gijs Van Hoecke                                 | Regne Unit · Ben Swift · Geraint Thomas                                   | Austràlia · Leigh Howard · Cameron Meyer                           |
| Scratch                   | Ben Swift · Regne Unit ·                                                    | Nolan Hoffman · Sud-àfrica ·                                              | Wim Stroetinga · Països Baixos ·                                   |
| Òmnium                    | Glenn O'Shea · Austràlia ·                                                  | Zachary Bell · Canadà ·                                                   | Lasse Norman Hansen · Dinamarca                                    |

### Femení
| Prova                     | Or                                                        | Argent                                                            | Bronze                                                     |
| Velocitat individual      | Victoria Pendleton · Regne Unit                           | Simona Krupeckaite · Lituània                                     | Anna Meares · Austràlia                                    |
| Persecució individual     | Alison Shanks · Nova Zelanda                              | Wendy Houvenaghel · Regne Unit                                    | Ashlee Ankudinoff · Austràlia                              |
| 500 metres contrarellotge | Anna Meares · Austràlia                                   | Miriam Welte · Alemanya                                           | Jessica Varnish · Regne Unit                               |
| Cursa per punts           | Anastassia Txulkova · Rússia                              | Jasmin Glaesser · Canadà ·                                        | Caroline Ryan · Irlanda                                    |
| Scratch                   | Katarzyna Pawłowska · Polònia ·                           | Melissa Hoskins · Austràlia ·                                     | Kelly Druyts · Bèlgica ·                                   |
| Keirin                    | Anna Meares · Austràlia                                   | Iekaterina Gnidenko · Rússia                                      | Kristina Vogel · Alemanya                                  |
| Velocitat per equips      | Alemanya · Miriam Welte · Kristina Vogel                  | Austràlia · Kaarle McCulloch · Anna Meares                        | R.P. de la Xina · Gong Jinjie · Guo Shuang                 |
| Persecució per equips     | Regne Unit · Joanna Rowsell · Laura Trott · Danielle King | Austràlia · Annette Edmondson · Melissa Hoskins · Josephine Tomic | Canadà · Tara Whitten · Jasmin Glaesser · Gillian Carleton |
| Òmnium                    | Laura Trott · Regne Unit ·                                | Annette Edmondson · Austràlia ·                                   | Sarah Hammer · Estats Units ·                              |

## Medaller
| Posició | País            | Or | Plata | Bronze | Total |
| 1       | Regne Unit      | 7  | 4     | 3      | 13    |
| 2       | Austràlia       | 6  | 6     | 3      | 15    |
| 3       | Alemanya        | 2  | 2     | 1      | 5     |
| 4       | França          | 1  | 2     | 0      | 3     |
| 5       | Rússia          | 1  | 1     | 0      | 2     |
| 6       | Nova Zelanda    | 1  | 0     | 4      | 5     |
| 7       | Bèlgica         | 1  | 0     | 2      | 3     |
| 8       | Polònia         | 1  | 0     | 0      | 1     |
| 9       | Canadà          | 0  | 2     | 1      | 3     |
| 10      | Lituània        | 0  | 1     | 0      | 1     |
| 10      | Sud-àfrica      | 0  | 1     | 0      | 1     |
| 12      | R.P. de la Xina | 0  | 0     | 1      | 1     |
| 12      | Dinamarca       | 0  | 0     | 1      | 1     |
| 12      | Irlanda         | 0  | 0     | 1      | 1     |
| 12      | Països Baixos   | 0  | 0     | 1      | 1     |
| 12      | Estats Units    | 0  | 0     | 1      | 1     |
| Total   | Total           | 19 | 19    | 19     | 57    |